# روبین فورد
روبین فورد (انگلیسی: Robben Ford؛ زادهٔ ۱۶ دسامبر ۱۹۵۱) موسیقی‌دان و ترانه‌سرا اهل ایالات متحده آمریکا است. وی از سال ۱۹۶۹ میلادی تاکنون مشغول فعالیت بوده‌است.